# Arginbaatar
Arginbaatar Trofimov, 1980 è un genere di mammiferi estinti i cui resti fossili provengono dagli strati databili al Cretaceo inferiore dell'Asia centrale. Questi piccoli erbivori vissero durante l'era dei dinosauri. Gli Arginbaatar sono membri dell'ordine dei multitubercolati e del la famiglia Arginbaataridae (Hahn & Hahn 1983). Non rientrano in un sottordine preciso, e quindi forse sono l'anello di congiunzione tra i plagiaulacida e i cimolodonta, poiché possiede caratteristiche di entrambi i taxon.

## Sistematica
Il genere Arginbaatar fu classificato da Trofimov nel 1980 sulla base dei ritrovamenti fossili rinvenuti negli strati della Formazione Höövör nel deserto del Gobi, in Mongolia, e databili all'Aptiano o all'Albiano.

## Descrizione
La specie Arginbaatar dmitrievae è l'unico membro conosciuto della sua famiglia, che è quindi monotipica. Alcune caratteristiche sono assimilabili ai Plagiaulacida, mentre altre sono più affini al sottordine più evoluto dei Cimolodonta. Non è ancora chiaro dove possa venire classificato. 
(Kielan-Jaworowska & Hurum, 2001, p.415)
(Kielan-Jaworowska, Cifelli, Luo (2004). "Mammals from the age of dinosaurs : origins, evolution, and structure" p. 319-320)

## Tassonomia
Sottoclasse  †Allotheria Marsh, 1880
- Ordine †Multituberculata Cope, 1884
  - Sottordine Incertae sedis
    - Famiglia †Arginbaataridae Hahn & Hahn, 1983
      - Genere †Arginbaatar Trofimov, 1980
        - Specie †A. dmitrievae Trofimov, 1980